# 고명환
고명환(1972년 4월 18일~)은 대한민국의 배우이자 희극인이다.

## 학력
- 상주고등학교 졸업
- 단국대학교 연극영화학과 학사 졸업

## 경력
- 2007년 - 용인송담대학 방송영상학부 강사

## 출연작

### 영화
- 《티라노의 발톱》(1994)
- 《네이키드 눈》(1999)
- 《두사부일체》(2001) - 바바리맨 역
- 《자극의 세기》(2013) - 남편 역
- 《이웃집 스타》(2017) - 전코치 역

### 드라마
- 《테마게임》(MBC, 1999년)
- 《뉴논스톱》(MBC, 2001년)
- 《레츠고》(SBS, 2002년)
- 《MBC 베스트극장 - 아버지 VS 아들》(MBC, 2002년)
- 《로망스》(MBC, 2002년) - 김봉균 역
- 《시트콤 호텔 와이킥킥》(코미디 TV, 2003년)
- 《드라마시티 - 쑥과 마늘에 관한 진실》(KBS2, 2003년) - 오빠 역
- 《울라불라 블루짱》(KBS2, 2004년) - 우주인 역
- 《해신》(KBS2, 2004년) - 판술 역
- 《부활》(KBS2, 2005년) - 김수철 역
- 《도망자 이두용》(KBS2, 2006년) - 박충 역
- 《박치기왕》(SBS, 2006년) - 병뚜껑 역
- 《경성스캔들》(KBS2, 2007년) - 왕끌 역
- 《로맨스 헌터》(tvN, 2007년) - 나기운 역
- 《도시괴담 데자뷰 시즌 2》(Superaction, 2007년) - 인철 역
- 《강적들》(KBS2, 2008년) - 김병욱 역
- 《스포트라이트》(MBC, 2008년) - 승찬 역
- 《특별수사대 MSS》(KBS2, 2011년) - 박충 역
- 《자체발광 그녀》(KBS Drama, 2011년) - 공피디 역
- 《드라마 스페셜 - 강철본색》 - 박충 역
- 《그래도 당신》(SBS, 2012년) - 성동철 역
- 《백년의 유산》(MBC, 2013년) - '트롯이 좋다' MC 역 (특별출연)
- 《불꽃 속으로》(TV조선, 2014년) - 아베 역
- 《엄마의 선택》(SBS, 2014년) - 사채업자 1 역
- 《소원을 말해봐》(MBC, 2014년) - 김진상 역
- 《딱 너 같은 딸》(MBC, 2015년)
- 《당신은 선물》(SBS, 2016년) - 이봉구 역

### 텔레비전 프로그램
- MBC - 《어부의 만찬》
- MBC - 《미스터리 음악쇼 복면가왕》 회식의 신 탬버린
- tvN - 《현장 토크쇼 택시》
- MBC - 《코미디에 빠지다》
- CBS - 《크리스천 특강 C 스토리》
- 온게임넷 - 《켠김에 왕까지》
- EBS 《와우! 미디어 탐험》 - 문천식과 함께 진행
- MBC - 《코미디 닷컴》
- MBC - 《오늘은 좋은 날》
- KBS2 - 《주주클럽》
- MBC - 《웃고 또 웃고》
- MBC - 《코미디 하우스》
- MBC - 《신비한 TV 서프라이즈》
- MBC - 《와! E-멋진 세상》
- MBC - 《개그야》
- MBC - 《생방송 행복드림 로또 6/45》 - 898회

### 라디오 프로그램
- 2016년 EBS FM 《EBS 책 읽는 라디오 낭독 시리즈》

### 연극
- 《아트》(2006년) - 규태 역
- 《톡식히어로》(2011년) - 멀티맨 역
- 《락 오브 에이지》(2012년) - 데니스 역

## 광고
- 시원유통 순살치킨
- 롯데제과 빈츠
- 한국 까르푸
- KFC

## 가족 관계
- 배우자: 임지은(1973년 2월 27일~)
- 자녀: 없음

## 수상
- 2006년 MBC 방송연예대상 우정상
- 2004년 MBC 방송연예대상 코미디/시트콤 부문 우수상
- 2001년 MBC 방송연예대상 코미디/시트콤 부문 우수상